# 第乌

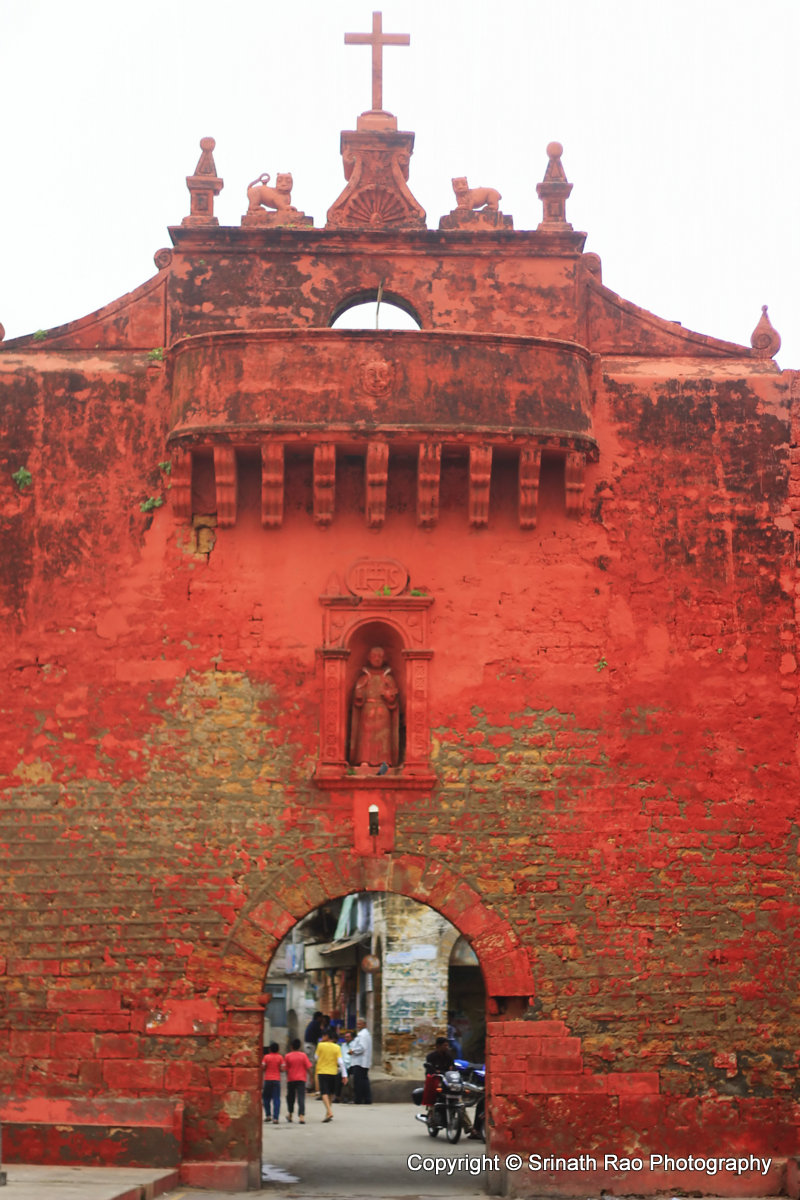
第烏炮台—葡萄牙殖民時期留下的地標

第乌（英語：Diu）是印度达德拉-纳加尔哈维利和达曼-第乌联邦属地第乌县的一个城镇。总人口21576（2001年）。

## 人口
该地2001年总人口21576人，其中男性9928人，女性11648人；0—6岁人口2858人，其中男1442人，女1416人；识字率74.53%，其中男性为80.99%，女性为69.02%。